# Martínkov
Martínkov (německy Martinkau) je obec v okrese Třebíč v Kraji Vysočina. Leží zhruba devět kilometrů severozápadně od Moravských Budějovic. Žije zde 245 obyvatel.
Sousedními obcemi sídla jsou Želetava, Domamil, Jakubov u Moravských Budějovic a Lesonice.

## Geografie
Ze západu na východ prochází přes území obce silnice I/38 z Želetavy do Jakubova u Moravských Budějovic, ale ta neprochází přímo přes zastavěné území obce, ze severu na jih prochází přes území obce silnice z Lesonic do Domamile. Severně ze silnice I/38 vede do lesů užitková lesní silnice. V západní části území obce se nachází v lese spousta lesních cest. Severní hranici území obce tvoří červená turistická stezka s názvem Březinova cesta.
Východní a jižní část území obce je využívána zemědělsky, západní část území obce a její severozápadní část je kopcovitá a zalesněná. Na jižním okraji zastavěného území obce se nachází velké zemědělské družstvo.
Těsně za západní hranicí obce pramení Podhorský potok, ten pak teče dál východně, protéká přes rybník Plichťák a na jižní hranici území obce ústí do Rokytky. Do Podhorského potoka ústí i nepojmenovaný potok, který pramení v zastavěném území obce. Rokytka pramení cca 2 km západně od území obce a následně tvoří jižní hranici území obce a po cca 5 km ústí v Jaroměřicích nad Rokytnou do Rokytné. Přibližně 500 metrů severozápadně od území obce pramení Žlabský potok, ten pak protéká výspou území obce a rybníkem Žabinec a posléze teče dál východně podél severní hranice území obce, na východním okraji území obce protéká Štěpánským rybníkem a po několika stovkách metrů ústí do Jakubovského potoka. 
Většina území obce se nachází v cca 500 metrech nad mořem, západní okraj území obce však je kopcovitý a stoupá až k 620 metrům nad mořem. Na západní hranici území obce se nachází kopec Hory (624 m) a další nepojmenovaný vrchol o stejné výšce. Severně od území obce se nachází několik kopců o výšce cca 600 metrů. Východně od zastavěného území obce se nachází kopec Kopečky (520 m).
Zastavěné území obce se nachází téměř uprostřed území obce, na severozápadním okraji území obce se nachází lesonická cihelna s několika domy a na západním okraji území obce při silnici I/38 se nachází samota Nová Hospoda.

## Historie

### Název obce a majitelé
Obec má polohu „slovanské vesnice“, byla založena proti východu slunce. První písemná zmínka o obci pochází z roku 1320. Název obce nebyl vždy jednoznačný, ale vyvíjel se. Původní jméno nebylo Martinkov, ale Martinice. Pojmenování vsi bylo asi odvozeno od křestního jména Martin nebo Martínek. Velmi často se objevuje vedle názvu obce přívlastek „Červený“. Tento přívlastek získala ves pravděpodobně od červené hlíny v obci a okolí, popřípadě od charakteristického zabarvení střechy tvrze. Ve dvacátém století nesla obec Martínkov své jméno jako jediná v širokém okolí, proto se označení „červený“ přestalo používat.
Název obce se v historických pramenech často měnil. Například v roce 1368 – municionem in Ruffo Martinicz, v roce 1415 Martynkow czerwena, 1421 de Rotmartinitz, 1447 villam Rubeam Martinkow, 1672 Roth Martinkaw, 1872 Martinkau, 1881 Červený Martinkov a v roce 1924 Martínkov. Obec Martínkov (Martinkow) lze nalézt na Fabriciově mapě Moravy z roku 1575 a Komenského mapě Moravy z roku 1627.
Není zcela zřejmé, kdy se obec Martínkov poprvé objevila v historických pramenech. První zmínky pochází z roku 1260, kdy kostel v Martínkově byl filiální ke kostelu v Jakubově. Další verze uvádí Martinice (Martínkov) v roce 1225, kdy byly darovány klášteru v Oslavanech jedna z variant pak předpokládá, že Martinkov patřil do budějovické provincie.
Majitelé vsi se velmi často střídali. Václav z Červených Martinicz v roce 1360 věnoval svůj majetek ve vsi bratrům z Vilémovic. Mezi další majitele patřili Záviš z Martínkova ( z Písečného), Fric z Předína, Jan z Hardeka, Čeněk z Bolíkovic. Majitelé polí a lesů se dále měnili. Reinprechtovi z Lesonic patřila část obce, které prodal v roce 1415 Janu z Leskovce. Držiteli feudálního dílu v Martínkově byli vladykové z Rozseče.
V roce 1447 byla ves sjednocena a Václavovi potomci užívali příjmení Martinkovští z Rozseče. Dalším majitelem vsi s tvrzí se stal roku 1557 Adam Hrubčický z Čechtína. V roce 1650 byl statek Martínkov připojen k panství Lesonice. V roce 1790 byla zbořena tvrz.

### Války a boje v historii
Během husitských válek patřil Martínkov mezi obce, které se zapojily do husitských bojů, gotický kostel byl ve vsi poničen a následně upraven na modlitebnu. Došlo zde k tuhým bojům, ale historické prameny naznačují, že byl Martínkov tehdy pokořen. Třicetiletá válka zanechala na Martínkovu také následky. Před válkou bylo ve vsi padesát usedlostí a asi 350 obyvatel. Po válce zde bydlelo ve třinácti usedlostech 200 obyvatel.
Nevolnické povstání v roce 1775 se též podepsalo na životě obyvatel Martínkova, který patřil k panství Lesonice. Mezi organizátory zdejší vzpoury na lesonickém panství patřil také martínkovský burmistr Jan Tržil.

### Obec ve 20. století
V rámci pozemkové reformy po roce 1919 byl Martínkovský dvůr rozparcelován. V obci měl sídlo lesní revír velkostatku Lesonice. Většina obyvatel se živila zemědělstvím, byli zde i řemeslníci. Po druhé světové válce zůstalo hlavním zaměstnáním zdejších obyvatel zemědělství. JZD zde bylo založeno v roce 1957, v roce 1959 mělo 156 členů a obdělávalo 556 ha členské zemědělské půdy. Usnesením členské schůze ze dne 14. března 1960 se JZD Martínkov sloučilo se sousedním JZD v Jakubově a společně přijaly nové pojmenování: JZD Nový život. Po roce 1945 zde byla nově postavena prodejna s hostincem a hasičská zbrojnice. První zmínky o školní výuce jsou z roku 1713, ovšem po několika přestavbách a úpravách školní budovy došlo v roce 1977 nakonec ke zrušení školy.

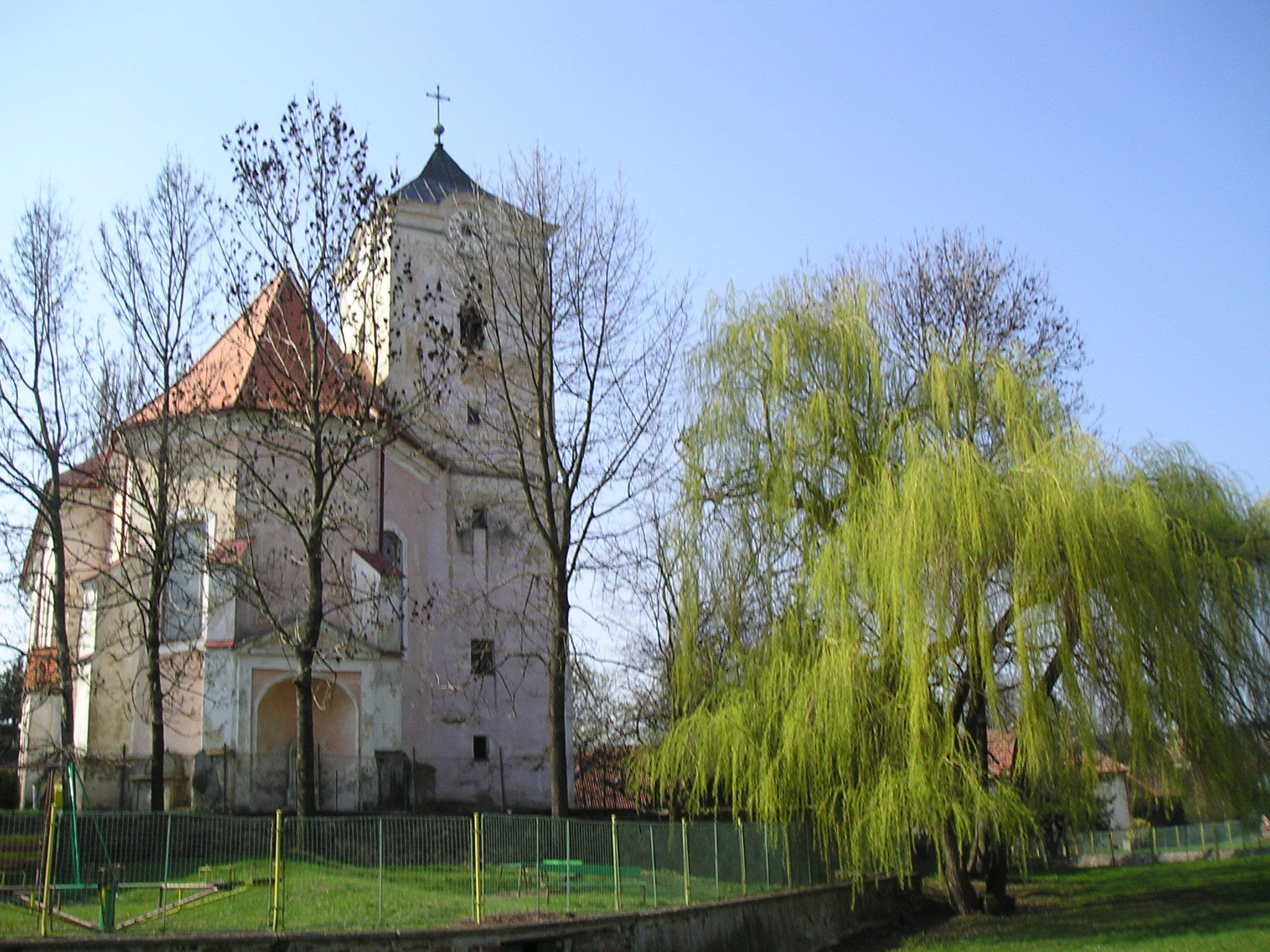
Pohled na martínkovský kostel před obnovou fasády (2011)

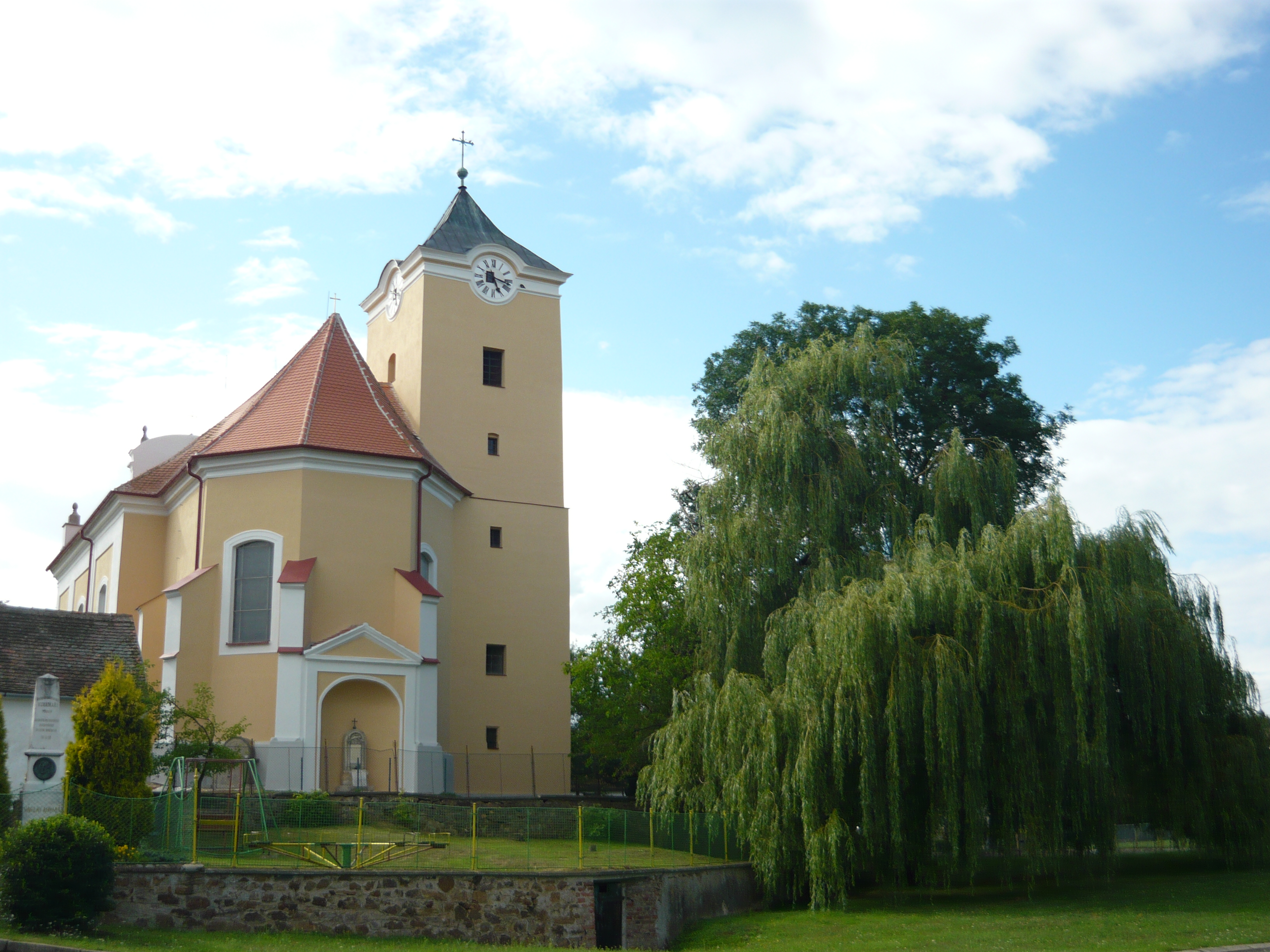
Pohled na martínkovský kostel po obnově fasády (2012)

#### Spolky
Od počátku dvacátého století vznikaly v Martínkově spolky např.
Farní Cyrilský spolek, Dobrovolný hasičský sbor, Omladina, TJ Sokol nebo Domovina, některé působí i v současnosti. Obecní kroniku vede obec od 20. března 1924.

### Proroctví
K Martínkovu se váže velmi zajímavé proroctví. Dle pověsti totiž Sibyla předpověděla u Červeného Martínkova konec poslední největší krvavé bitvy – války na světě. Po této válce by mělo zůstat tolik lidí, kolik se jich vejde pod formanskou plachtu.

## Současnost

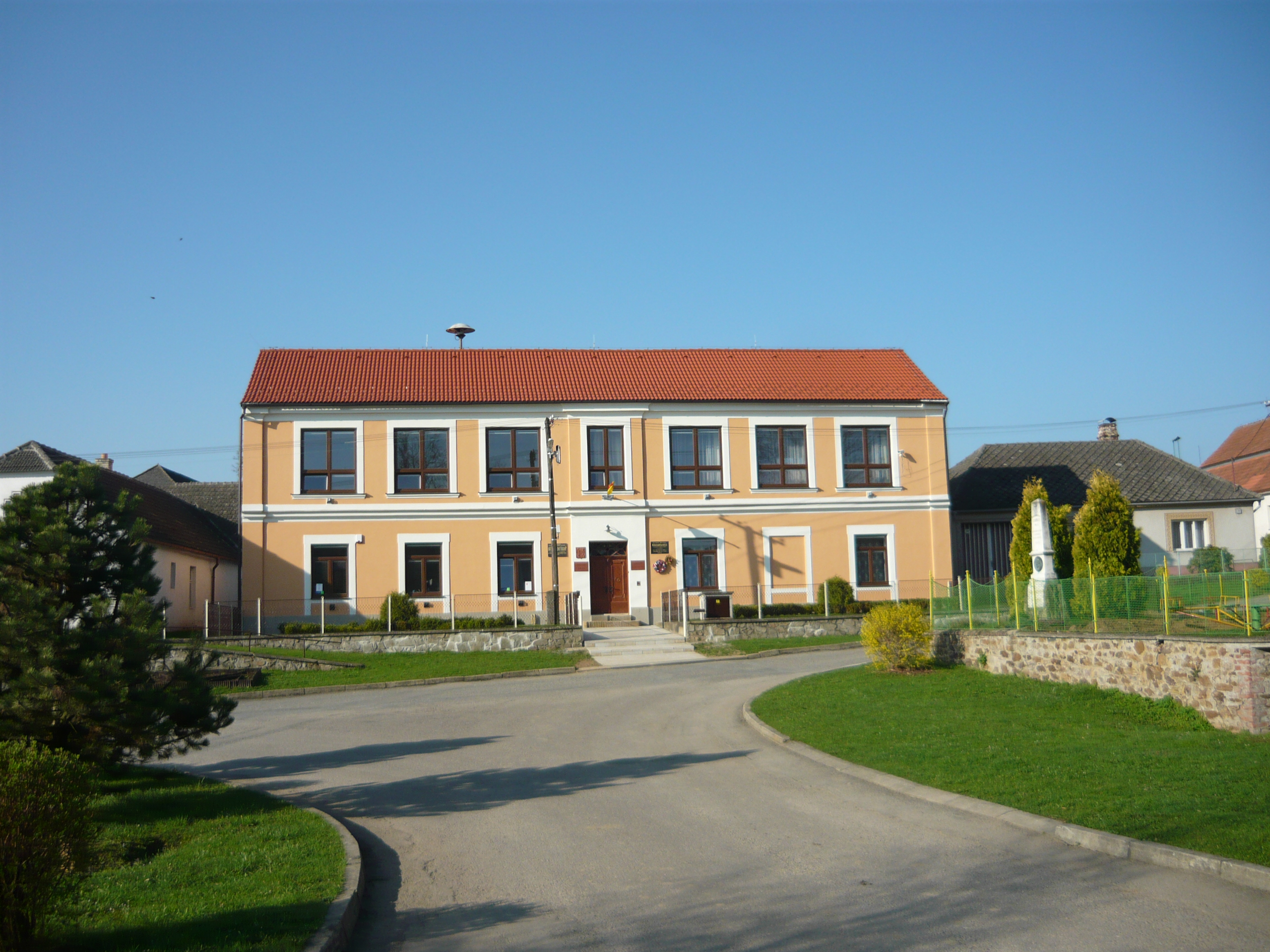
Budova OÚ Martínkov

Na základě zpracovaných a předložených návrhů obdržel Martínkov dne 18. prosince 2000 od předsedy Poslanecké sněmovny Parlamentu České republiky nový prapor a znak, který byl dne 19. srpna 2001 slavnostně vysvěcen.
V obci pracuje několik organizací: Sbor dobrovolných hasičů, Tělocvičná jednota Sokol, Mocní kačeři – oddíl kopané, Klub přátel historie Martínkova, Pěvecký sbor chrámu Navštívení Panny Marie, Martínkovské ryze amatérské divadlo, krojované soubory Džbánek, Džbáneček a Rozmarýnek, pěvecký sbor Jordán Myslivecké sdružení, pobočka Českého svazu včelařů a další.

## Ocenění
Obec Martínkov v roce 2012 obdržela ocenění v soutěži Vesnice Vysočiny, konkrétně získala ocenění bílá stuha, tj. ocenění za činnost mládeže. Obec Martínkov v roce 2013 obdržela ocenění v soutěži Vesnice Vysočiny, konkrétně získala ocenění Cena naděje pro živý venkov. Obec v roce 2014 získala ocenění v rámci soutěže Vesnice Vysočiny 2014, tj. konkrétně obdržela Modrou stuhu za společenský život. V roce 2015 Martínkov zvítězil v krajském kole této soutěže a stal se „Vesnicí Kraje Vysočina roku 2015“. Současně s tím postoupil do celostátního kola. V roce 2019 získala obec ocenění v soutěži Vesnice Vysočiny 2019, konkrétně obdržela Diplom za rozvíjení lidových tradic. V roce 2022 získala obec ocenění v soutěži Vesnice Vysočiny 2022, konkrétně obdržela Zlatou cihlu v Programu obnovy venkova za příkladné stavby na venkově, realizované v duchu Programu obnovy venkova v Kategorii B za obnovu či rekonstrukci staveb venkovské zástavby za Muzeum Václava Kosmáka.

## Obyvatelstvo
| Rok            | 1869 | 1880 | 1890 | 1900 | 1910 | 1921 | 1930 | 1950 | 1961 | 1970 | 1980 | 1991 | 2001 | 2011 | 2021 |
| -------------- | ---- | ---- | ---- | ---- | ---- | ---- | ---- | ---- | ---- | ---- | ---- | ---- | ---- | ---- | ---- |
| Počet obyvatel | 670  | 702  | 715  | 729  | 648  | 635  | 564  | 437  | 440  | 395  | 332  | 302  | 289  | 264  | 227  |
| Počet domů     | 102  | 103  | 107  | 107  | 108  | 109  | 126  | 130  | 119  | 111  | 97   | 123  | 123  | 128  | 132  |

## Obecní správa
Do roku 1849 patřil Martínkov do lesonického panství, od roku 1850 patřil do okresu Znojmo, pak od roku 1896 do okresu Moravské Budějovice a od roku 1960 do okresu Třebíč. Mezi lety 1964 a 1990 patřil Martínkov pod Jakubov u Moravských Budějovic, následně se obec osamostatnila. Mezi lety 1850–1919 patřila k obci sousední ves Horky.

### Obecní symboly
Znak a vlajka byly obci uděleny rozhodnutím předsedy Poslanecké sněmovny Parlamentu České republiky dne 28. listopadu 2000.

## Politika
Do roku 2018 vykonával funkci starosty Josef Svoboda, od roku 2018 vykonává funkci starosty Josef Pléha.

### Volby do Poslanecké sněmovny
|       | 2006                | 2010                | 2013                | 2017                | 2021                 |
| ----- | ------------------- | ------------------- | ------------------- | ------------------- | -------------------- |
| 1.    | ČSSD (30,4 %)       | KSČM (26,01 %)      | KSČM (26,34 %)      | ANO (28,57 %)       | SPOLU (29,09 %)      |
| 2.    | KSČM (23,39 %)      | KDU-ČSL (19,65 %)   | KDU-ČSL (20,35 %)   | KDU-ČSL (24,22 %)   | ANO (21,21 %)        |
| 3.    | KDU-ČSL (23,39 %)   | ČSSD (18,49 %)      | ANO 2011 (17,96 %)  | KSČM (14,9 %)       | Piráti+STAN (10,3 %) |
| účast | 80,66 % (171 z 212) | 81,78 % (175 z 214) | 82,35 % (168 z 204) | 80,00 % (164 z 205) | 82,91 % (165 z 199)  |

### Volby do krajského zastupitelstva
|      | 1.                       | 2.                | 3.                | účast               |
| ---- | ------------------------ | ----------------- | ----------------- | ------------------- |
| 2000 | 4KOALICE (42,85 %)       | KSČM (20,53 %)    | ODS (16,96 %)     | 51,32 % (116 z 226) |
| 2004 | KDU-ČSL (43,95 %)        | KSČM (25,27 %)    | ODS (10,98 %)     | 43,12 % (91 z 211)  |
| 2008 | ČSSD (27,96 %)           | KDU-ČSL (23,72 %) | KSČM (22,88 %)    | 56,19 % (118 z 210) |
| 2012 | KDU-ČSL (23,14 %)        | ČSSD (21,48 %)    | KSČM (18,18 %)    | 58,69 % (125 z 213) |
| 2016 | STO (24,57 %)            | KDU-ČSL (22,03 %) | ČSSD (20,33 %)    | 56,54 % (121 z 214) |
| 2020 | KDU-ČSL (28,3 %)         | ODS+STO (17,92 %) | ANO (11,32 %)     | 52,43 % (108 z 206) |
| 2024 | ODS+TOP 09+STO (37,93 %) | ANO (25,28 %)     | KDU-ČSL (17,24 %) | 45,6 % (88 z 193)   |

### Prezidentské volby
V prvním kole prezidentských voleb v roce 2013 první místo obsadil Miloš Zeman (52 hlasů), druhé místo obsadil Karel Schwarzenberg (26 hlasů) a třetí místo obsadil Jiří Dienstbier (24 hlasů). Volební účast byla 75,00 %, tj. 156 ze 208 oprávněných voličů. V druhém kole prezidentských voleb v roce 2013 první místo obsadil Miloš Zeman (109 hlasů) a druhé místo obsadil Karel Schwarzenberg (55 hlasů). Volební účast byla 80,19 %, tj. 166 ze 207 oprávněných voličů.
V prvním kole prezidentských voleb v roce 2018 první místo obsadil Miloš Zeman (78 hlasů), druhé místo obsadil Pavel Fischer (44 hlasů) a třetí místo obsadil Jiří Drahoš (25 hlasů). Volební účast byla 81,55 %, tj. 168 ze 206 oprávněných voličů. V druhém kole prezidentských voleb v roce 2018 první místo obsadil Miloš Zeman (93 hlasů) a druhé místo obsadil Jiří Drahoš (78 hlasů). Volební účast byla 83,41 %, tj. 171 ze 205 oprávněných voličů.
V prvním kole prezidentských voleb v roce 2023 první místo obsadil Andrej Babiš (45 hlasů), druhé místo obsadil Petr Pavel (44 hlasů) a třetí místo obsadil Pavel Fischer (32 hlasů). Volební účast byla 82,81 %, tj. 159 ze 192 oprávněných voličů. V druhém kole prezidentských voleb v roce 2023 první místo obsadil Petr Pavel (98 hlasů) a druhé místo obsadil Andrej Babiš (56 hlasů). Volební účast byla 81,05 %, tj. 154 ze 190 oprávněných voličů.

## Pamětihodnosti
V obci se nachází několik památek. K těm nejvýznamnějším patří farní kostel Navštívení Panny Marie, pomník Václavu Kosmákovi a pomník padlým v první světové válce (v roce 2006 byl opraven). Dále řada pamětních desek: Václavu Kosmákovi, Ottu Albertu Tichému (regenschori chrámu sv. Víta v Praze) a Josefu Štefanovi (řídící učitel, který byl v roce 1942 umučen nacisty). Za pozornost také stojí rybník Jordán, kde husité křtili své děti.
V roce 2018 zakoupila obec rodný dům Václava Kosmáka, kdy v něm má vzniknout muzeum o historii obce a rodácích z obce. Největší část expozice má být věnována Václavu Kosmákovi. V roce 2019 bylo oznámeno, že na jaře roku 2020 budou provedeny drobné stavební úpravy rodného domu Václava Kosmáka, následně bude do budovy nastěhována expozice a na konci května při oslavách 700 let od založení obce bude expozice otevřena. Náklady na zakoupení domu dosáhly 860 tisíc Kč, opravy budou stát 500 Kč, investorem je obec Martínkov. V muzeu bude připomenut i Otto Albert Tichý, František Bauer Martinkovský nebo Josef Štefan.

## Osobnosti
- Karel Bauer (1842–1872), básník
- Leopold Benáček (1901–1977), kněz, politický vězeň
- Otto Dufek (* 1930), novinář a spisovatel
- Pavel Herot (1965–2021), básník a výtvarník, historik Martínkova
- František Klimeš (* 1946), pedagog a agronom
- Pavel Klimeš (* 1944), pedagog a strojní inženýr
- Václav Kosmák (1843–1898), kněz, spisovatel a národní buditel
- Hugo Kraus (1894–1961), operetní zpěvák
- František Bauer-Martinkovský (1870–1954), hudební pedagog, skladatel a sbormistr
- Antonín Němec (1906–1992), strojní inženýr a pedagog
- Jakub Rozmahel (1885–1962), kněz a spisovatel, zemřel v Martínkově
- Vlastimil Smetana (* 1941), redaktor, fotograf a historik
- Josef Štefan (?–1942), pedagog
- Otto Albert Tichý (1890–1973), hudební skladatel, varhaník